# Blumenuhr (Görlitz)

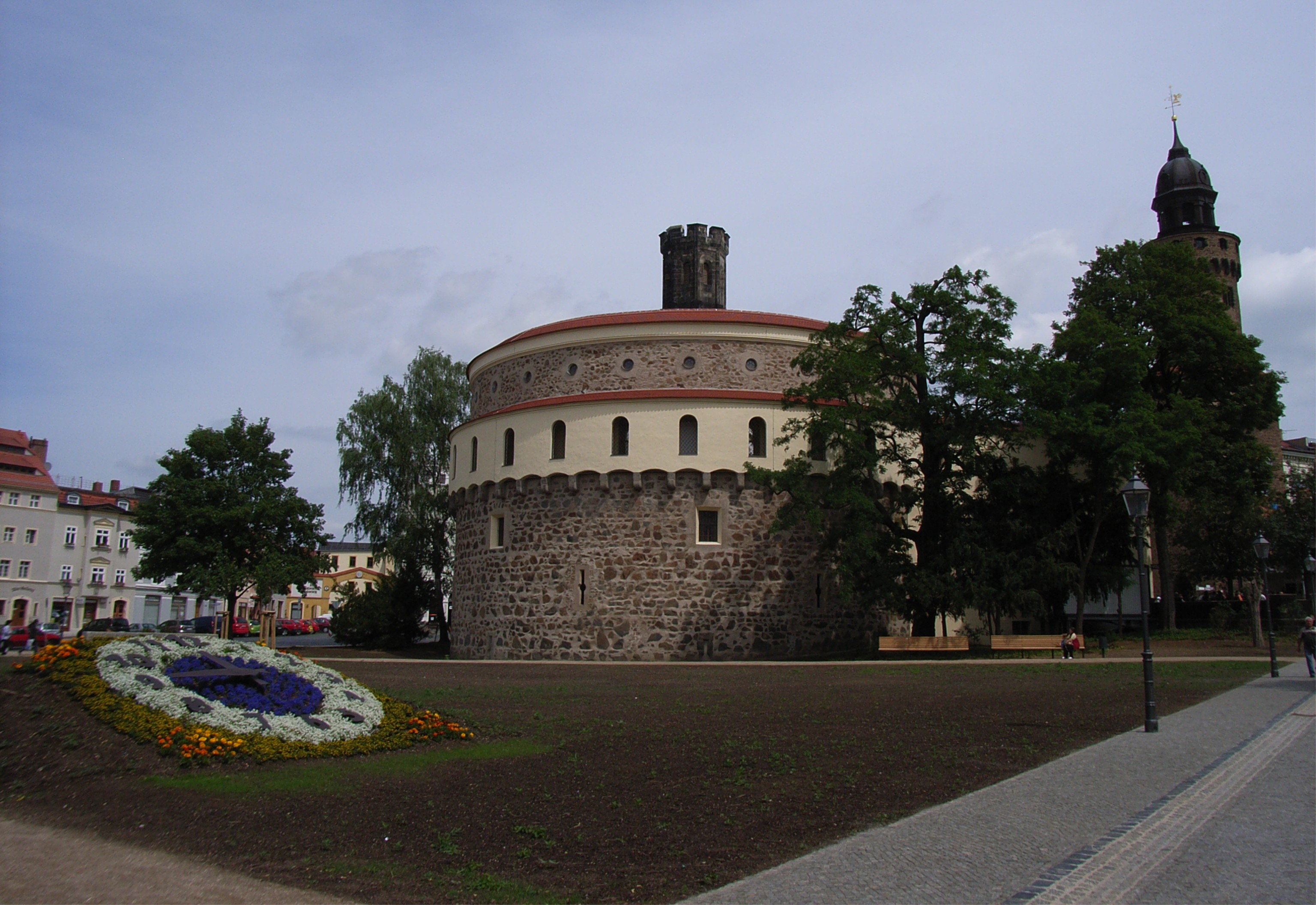
Blumenuhr

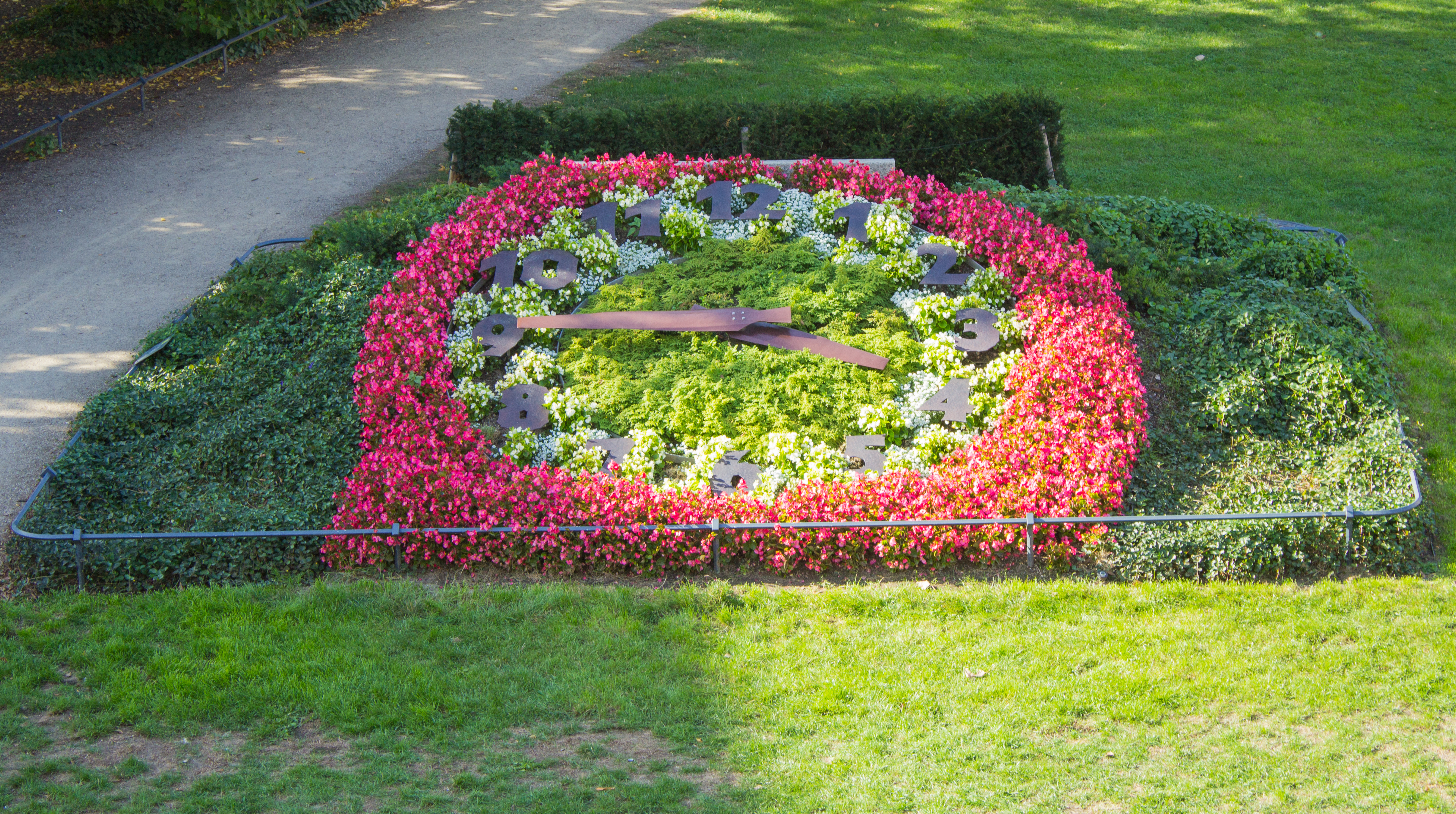
Blumenuhr

Die Görlitzer Blumenuhr befindet sich in der Innenstadt von Görlitz auf dem Demianiplatz vor dem Haupteingang des Theaters. Sie wurde bei der Umgestaltung der Grünanlage rund um den benachbarten Kaisertrutz angelegt. Federführend wirkte bei der Gestaltung der Grünanlage der städtische Gartenbaudirektor Henry Kraft.
Man begann bei der Anlage der Blumenuhr mit der Aufschüttung eines Hügels für den Bau eines kleinen Bunkers. Im Inneren des Bunkers wurde ein Technikraum eingerichtet. Die Uhr im Neo-Barockstil wurde von einem Elektromotor angetrieben, der über ein Gestänge mechanisch an das Uhrwerk gekoppelt war. Das Zeigerwerk und die Ziffern aus verzinktem Blech stehen auf dem Blumenteppich. An der Uhr waren der Uhrmachermeister Seidel, der Schlossermeister Gebauer, der Graphiker Nitsche und der Steinbildhauermeister Däunert beteiligt. Letzterer übernahm die Vergoldung der Zeiger und Zahlen. Am 9. August 1960 wurde die Blumenuhr übergeben. Das Uhrwerk wurde über Jahrzehnte durch die Uhrmacherfirma Goeldner betreut.
Altersbedingt und auf Grund äußerer Beschädigung wurde der Betrieb der Blumenuhr 1997 eingestellt. Dank der finanziellen Unterstützung des Aktionskreises für Görlitz konnte die Firma Hahn aus Zwickau 1998 sowohl Uhrwerk und Antrieb als auch Steuerung sowie die Stromversorgung erneuern. Die Blumenuhr wurde mit einer Hauptuhr samt Funkempfänger ausgestattet, der eine genaue Zeitangabe ermöglicht. Stabilere Zeiger und eine Rutschkupplung am Uhrwerk sollten die Uhr vor äußeren Beschädigungen sichern. Im April 2000 kam es erneut zu Vandalismusschäden. Im Jahr 2007 wurde eine automatische Zeigerkorrektur eingerichtet.